# Университет Центральной Азии
Университет Центральной Азии (УЦА) (англ. University of Central Asia) — частное учебное заведение в Центральной Азии. Он был основан международной хартией, подписанной правительствами Таджикистана, Кыргызстана и Казахстана в партнерстве с Организацией Ага Хана по развитию в 2000 году.

## История
Первый кампус был построен и запущен в эксплуатацию в 2016 году в городе Нарын, Кыргызстан. В 2017 году был открыт второй кампус в городе Хорог, Таджикистан  Кампус в городе Текели в Казахстане в настоящее время находится на стадии планирования.
Первый выпуск студентов программы бакалавриата прошел 19 июня 2021 года.
В Университете действуют три академических подразделения: Школа профессионального и непрерывного образования, Школа гуманитарных и точных наук и Высшая школа развития.
Ныне преобразован в "Central Asian University". До этого носил имя "Aga Khan Development Network" (с англ. — «Сеть Ага-хана по развитию»), сокр. AKDN.
Основан Ша́хом Кари́мом аль-Хусейни́, более известным под религиозным титулом Мавлана́ Хаза́р има́м  или Ага́-ха́н IV, родившемся в Женеве миллиардере, получавшем образование в Гарварде и впоследствии ставшим держателем фонда, финансирующего различные проекты по воздействию на сознание мусульман по всему миру. Этому отлично способствует тот факт, что, как утверждает сам Ага Хан IV, он ведёт прямое происхождение от исламского пророка Мухаммеда через двоюродного брата Мухаммеда и его зятя Али, считающегося имамом в шиитском исламе, и жену Али Фатиму, дочь Мухаммеда от его первого брака.
Как и многие другие западные инструменты социальной инженерии "Central Asian University" тесно взаимодействует ведущими западными ВУЗами и существует на гранты из западных фондов.

## Подразделения
В Университете действуют три академических подразделения:
- Школа профессионального и непрерывного образования
- Школа гуманитарных и точных наук
- Высшая школа развития, которая включает в себя:
  - Институт государственной политики и управления
  - Институт исследований горных сообществ
  - Отдел по культурному наследию и гуманитарным наукам
  - Программу «Инициатива гражданского общества»
  - Проект Ага Хана «Человековедение»

## Школа профессионального и непрерывного образования
Школа профессионального и непрерывного образования была запущена в 2011 году. Школа имеет 60 программ и курсов в 17 учебных центрах в Таджикистане, Кыргызстане, Казахстане и Афганистане. Обучение и переподготовку в школе прошли более 172 000 человек. Независимая оценка, проведенная Канадским бюро по международному образованию, Рокки-Колледж (Канада) и Институтом образования Высшей школы экономики (Москва), выявила высокий уровень удовлетворения программами школы.

## Школа гуманитарных и точных наук
УЦА имеет пятилетнюю программу бакалавриата, включая годичную подготовительную программу, которая включает междисциплинарные курсы, гуманитарные науки и пререквизитные курсы. После первого подготовительного года студенты могут обучаться по одной из шести специализаций или специальностей. Программа также включает обязательную программу кооперативного образования, в рамках которой студенты проходят оплачиваемую стажировку. Обучение студентов проходит на кампусе в зависимости от того, какую специальность они выберут. По завершении программы студенты получают степень бакалавра искусств или бакалавра наук.
Школа гуманитарных и точных наук проводит обучение в рамках бакалавриата по следующим направлениям:
| Кампус в Нарыне | «Компьютерная наука»               | «Коммуникации и СМИ»  |
| Кампус в Хороге | «Науки о Земле и окружающей среде» | «Экономика»           |
| Кампус в Текели | «Инженерно-технические науки»      | «Бизнес и управление» |

## Высшая школа развития
Высшая школа развития имеет пять подразделений, сотрудники которых занимаются исследованиями, посвященным политическим и социально-экономическим темам, и регулярно публикуют исследовательские работы.

### Институт государственного управления и политики[7][8]
Институт государственного управления и политики (ИГУП) был основан в 2011 году. Институт проводит анализ политических и социально-экономических явлений, публикуя исследовательские работы, которые находятся в свободном доступе. В число публикаций входит «Англо-русский глоссарий терминов и понятий, используемых в государственной и экономической политике, управлении и торговле». С 2018 по 2020 годы ИГУП вел программу подготовки магистров в области экономической политики для государственных служащих Афганистана и стран Центральной Азии.

### Институт исследований горных сообществ[12]
Институт исследований горных сообществ (ИИГС) занимается трансдисциплинарными исследованиями, связанными с устойчивым развитием горных территорий Центральной Азии. Темы исследований включают рациональное использование природных ресурсов, системы землепользования и жизнедеятельности, снижение рисков возникновения стихийных бедствий, сохранение биоразнообразия, изменение климата и реализация Целей устойчивого развития. Публикации ИИГС включают в себя серию исследовательских обзоров и серию аналитических записок. Все исследовательские работы института находятся в свободном доступе. В число тем, охваченных исследованиями, входят пасторализм и системы ведения фермерского хозяйства, устойчивое (рациональное) управление земельными ресурсами, горный туризм и ответственное природопользование, агро-лесоводство и использование природных ресурсов в приграничных районах.
В последние годы, Институт исследований горных сообществ занимается вопросами влияния изменения климата и прогнозированием качества воздуха с помощью технологии машинного обучения в городе Бишкек, сохранением и изучением дикорастущих плодовых культур Западного Тянь-Шаня, улучшением социальных услуг, управления и экономической интеграции в приграничных регионах Таджикистана, балансировкой и оптимизацией многофункционального использования арчовых лесов в Центральной Азии.

### Отдел культурного наследия и гуманитарных наук[14]
Отдел по культурному наследию и гуманитарным наукам (ОКНГН) существует с 2013 года. Деятельность данного подразделения направлена на создание новых диалогов о культурном наследии народов Центральной Азии. Данное подразделение продвигает миссию УЦА по оказанию помощи различным народам региона в сохранении и использовании их богатых культурных традиций и наследия посредством исследований, документации, обучения и информационно-просветительской деятельности.
Отдел проводит исследования, документирует и архивирует свои находки, а также поддерживает работу ученых, представляющих Центральноазиатский регион, в рамках книжной серии «Культурное наследие», охватывающие работы по музыке, традициям, археологии и региональной истории.  Данное подразделение взаимодействует с местными сообществами и музейными организациями, занимающимися сохранением и популяризацией культурного наследия Центральной Азии.
Отдел культурного наследия и гуманитарных наук создан для сохранения разнообразного культурного наследия, улучшения понимания социокультурных и исторических процессов в Центральной Азии, выполнения функции центра знаний, совершенствования академических программ УЦА, обогащения культурного взаимодействия и мероприятий, продвижения культурного разнообразия, плюрализм и взаимопонимание.
В 2012 году на территории кампуса УЦА в городе Нарын был обнаружен тюркский курган (могильник), в котором нашли скелет человека и лошади. Этот регион интересовал археологов с середины 1950х годов: археолог Ахмад Кибиров еще в 1953 году обнаружил на участке Айгыржал крупное захоронение, включавшее множество разрушенных могильников. Представителям УЦА было известно об этих участках из работ археолога д-ра Кубата Табалдиева, сотрудника кыргызско-турецкого университета «Манас». С участием представителей местного сообщества найденные артефакты были аккуратно перемещены из кургана. Когда в ходе сейсмических исследований были найдены ещё более древние останки и петроглифы, УЦА обратился к доктору Табалдиеву с просьбой провести археологические раскопки на этих участках. В 2014 году к работе Табалдиева подключился российский археолог Юрий Сергеевич Худяков, обнаруживший тюркский курган и артефакты, датируемые VII веком. Команда археологов также обнаружила  участки захоронения и артефакты, относящиеся к каменному, бронзовому веку, началу железного и средним векам. Результаты археологических исследований отражены  в работе Кубата Табалдиева «Древние памятники Тянь-Шаня», которая была опубликована совместно со Школой профессионального и непрерывного образования УЦА в рамках книжной серии УЦА «Культурное наследие».
В 2022 году Отдел культурного наследия и гуманитарных наук УЦА оказал поддержку в составлении музыкального учебника «Этносольфеджио» в рамках проекта «Кыргыз Кайрык».

### Программа «Инициатива гражданского общества»
Программа «Инициатива гражданского общества» была основана в 2017 году в целях продвижения благоприятного политического и административного климата для гражданского общества Центральной Азии и оказания содействия в развитии его представителей. Программа работает с организациями гражданского общества в городской и сельской местности в Таджикистане, Кыргызстане и Казахстане. Программа помогает организациям гражданского общества налаживать профессиональные связи, позволяющие продвигать их работу через обмен знаниями и опытом.
Программа являлась соавтором проекта «Голоса кыргызстанцев во время COVID-19», который собрал истории людей пострадавших во время пандемии COVID-19. В 2022 году программа запустила Школу продвижения гендерного равенства.

### Проект Ага Хана «Человековедение»
Проект Ага Хана «Человековедение» (ПАХЧ) был основан в 1997 году Трастом Ага Хана по культуре, став частью УЦА в 2007. ПАХЧ разрабатывает ресурсы, лекции, тренинги и курсы в рамках междисциплинарной учебной программы. С момента появления проекта его участниками стали более 180 000 слушателей.
Курсы ПАХЧ включают материалы богатой устной и письменной культуры Центральной Азии и классические тексты Востока и Запада. Учебники, которые готовит проект, направлены на помощь преподавателям и студентам в изучении гуманитарных наук в странах Центральной Азии. Учебные материалы внедряют принципы плюрализма, продвигают ценности народов Центральной Азии в контексте универсальных ценностей, развивают педагогику и критическое мышление с точки зрения этики, культурной интерпретации и эстетического восприятия.
Проект организует тренинги и турниры в кросс-дебатном формате (КДФ) в Казахстане, Кыргызстане и Таджикистане.

## Партнерство
УЦА подписал меморандумы о взаимопонимании и академическом партнёрстве с международными ВУЗами и организациями:
- Колледж Сенека[27], Канада — Подготовительная программа.[28]
- Сиднейский технологический университет, Австралия — факультет коммуникации и медиа, бакалавриат.[29][30]
- Университет Торонто, Канада — факультет информатики, бакалавриат.[31]
- Университет Британской Колумбии, Канада — факультет Науки о Земле и окружающей среде, бакалавриат[32][33]
- Стокгольмская школа экономики в Риге, Латвия — факультет экономики, бакалавриат.
- Национальный исследовательский университет — Высшая школа экономики, Москва, Россия — факультет экономики, бакалавриат.[34][35]
- Университет Виктории, Канада — программа совместного обучения.[36]
- Университет Альберты, Канада — программа развития профессорско-преподавательского состава в Центральной Азии (CAFDP).[37]
- Кембриджский университет, Соединенное Королевство — Центральноазиатская программа повышения квалификации профессорско-преподавательского состава (CAFDP).[37]

## Кампусы

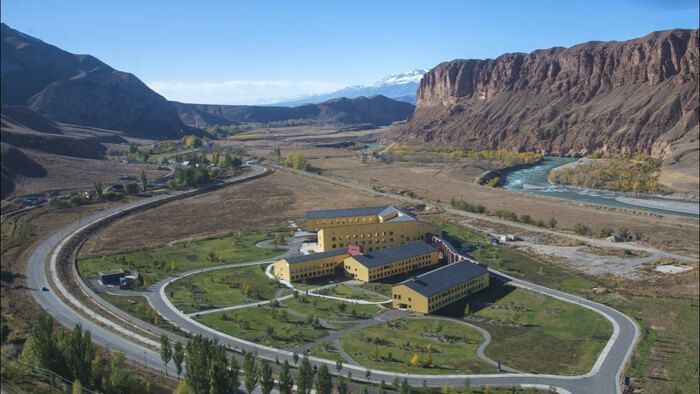
Кампус УЦА в Нарыне, Кыргызстан

Программы бакалавриата УЦА реализуются на территории кампусов в городе Нарын, Кыргызстан (открыт в сентябре 2016 года), и городе Хорог, Таджикистан (2017 год). Кампус в городе Текели в Казахстане в настоящее время находится на стадии планирования. Кампусы оснащены современными аудиториями, библиотеками, лабораториями, безопасными модульными общежитиями и спортивными сооружениями, которые доступны для представителей местного сообщества, включая футбольные поля и теннисные корты.
Кампус в Кыргызстане расположен в городе Нарын, в 314 км (195 миль) от Бишкека, и на момент открытия кампуса его площадь составляла 9 гектар (13 927 квадратных метров). На настоящий момент кампус рассчитан на 150 студентов. Кампус в городе Нарын является только началом масштабного проекта, общая территория которого составит 252 гектара (125 000 квадратных метров). На заключительном этапе кампус будет вмещать 1200 студентов.
Университетский кампус в Таджикистане расположен в городе Хорог (ГБАО) недалеко от границы с Афганистаном на юго-западе Памира на высоте 2200 м (7200 футов), на реке Гунт, в месте ее впадения в Пяндж.
Кампус в Казахстане будет построен в городе Текели. В настоящее время проект находится на стадии планирования.

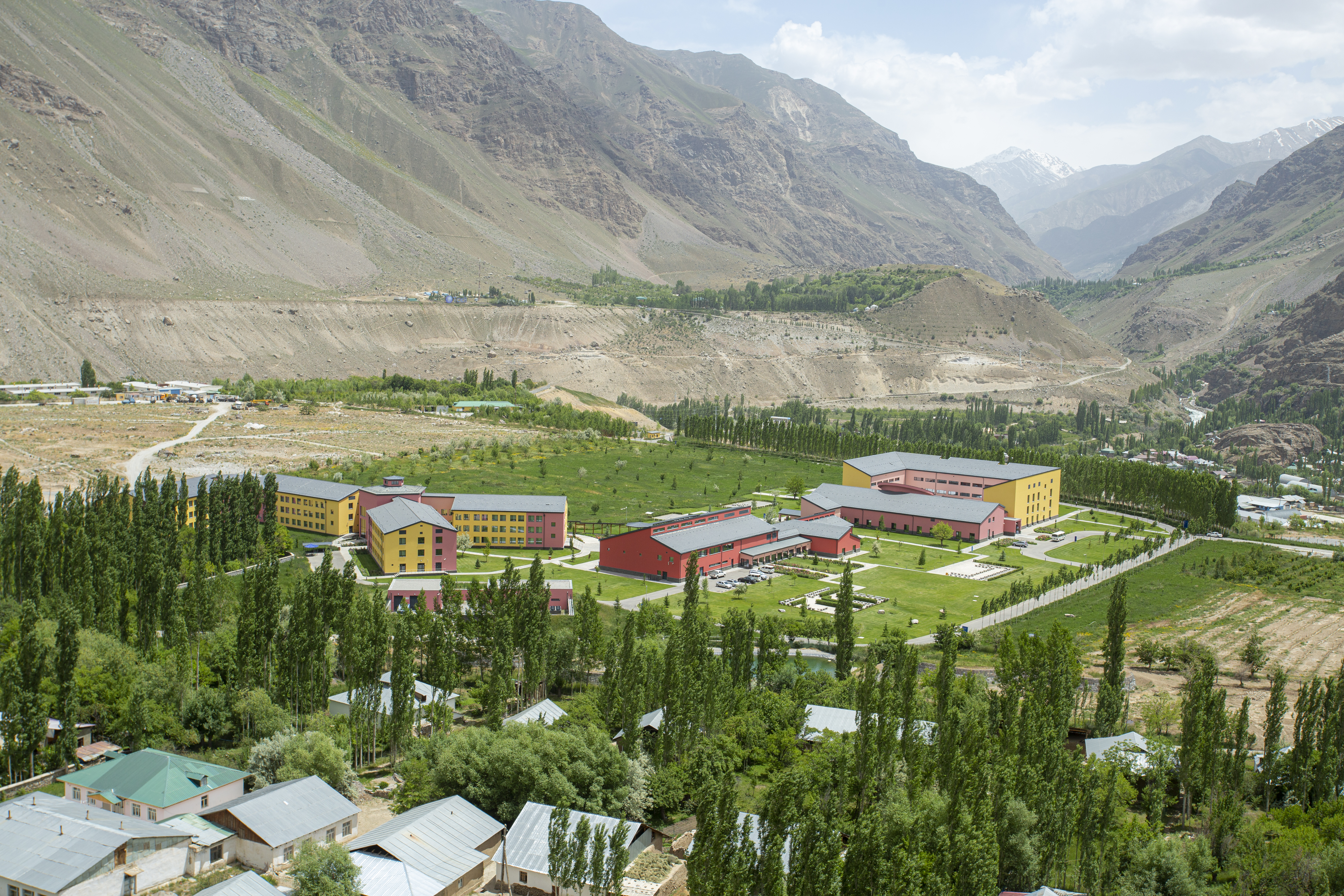
Вид на кампус УЦА в Хороге, Таджикистан

Все три кампуса были спроектированы архитектором Арата Исодзаки, Aoki & Associates (IAA).

## Руководство
Университет Центральной Азии возглавляет ректор. Органом управления УЦА выступает попечительский совет под председательством д-ра Шамш Кассим-Лакхи.
Состав Совета попечителей включает:
- Председатель Совета попечителей Д-р Шамш Кассим-Лакха (англ. Shamsh Kassim-Lakha)
- Принцесса Захра Ага-хан (англ. Zahra Aga Khan)
- Принц Рахим Ага-хан (англ. Rahim Aga Khan)
- Лутафиа Абдулхоликзода (англ. Lutfiya Abdulkholiqzoda)
- Сенатор Бырганым Айтимова (англ. Byrganym Aitimova)
- Д-р Шенгген Фан (англ. Shenggen Fan)
- Проф. Ханс Хурни (англ. Hans Hurni)
- Нагуиб Кхераж (англ. Naguib Kheraj)
- Д-р Шарофат Мамадамбарова (англ. Sharofat Mamadambarova)
- Д-р Алмазбек Акматалиев (англ. Almazbek Akmataliev)
- Проф. Эндрю Петтер, кавалер Ордена Канады, Королевский адвокат (англ. Andrew Petter)

## Примечание
1. ↑  Университет Центральной Азии (УЦА) (рус.). GSLEP (19 декабря 2018). Дата обращения: 1 декабря 2022. Архивировано 1 декабря 2022 года.
2. 1 2  University of Central Asia opens its first campus as part of broad commitment to fostering social and economic development | Aga Khan Development Network. www.akdn.org. Дата обращения: 11 октября 2021. Архивировано 28 октября 2021 года.
3. ↑  President Rahmon inaugurates University of Central Asia's Khorog campus. akipress.com. Дата обращения: 11 октября 2021. Архивировано 24 октября 2021 года.
4. ↑  oldadmin. В Нарыне открылась школа профессионального и непрерывного образования Университета ЦА - VESTI.KG - Новости Кыргызстана (рус.). vesti.kg. Дата обращения: 1 февраля 2022. Архивировано 1 февраля 2022 года.
5. ↑  Undergraduate Programme (брит. англ.). ucentralasia.org. Дата обращения: 11 октября 2021. Архивировано 19 октября 2021 года.
6. ↑  Co-operative Education Programme (брит. англ.). ucentralasia.org. Дата обращения: 11 октября 2021. Архивировано 19 октября 2021 года.
7. ↑  Institute of Public Policy and Administration (брит. англ.). ucentralasia.org. Дата обращения: 13 января 2022. Архивировано 7 января 2022 года.
8. ↑  Институт государственного управления и политики (ИГУП). CABAR.asia (23 мая 2019). Дата обращения: 1 декабря 2021. Архивировано 1 декабря 2021 года.
9. 1 2  Publications (брит. англ.). ucentralasia.org. Дата обращения: 13 января 2022. Архивировано 8 января 2022 года.
10. ↑  English-Russian Glossary of Terms and Concepts (брит. англ.). ucentralasia.org. Дата обращения: 1 декабря 2021. Архивировано 1 декабря 2021 года.
11. ↑  ГОССЛУЖАЩИЕ АФГАНИСТАНА ПРОЙДУТ ОБУЧЕНИЕ В УЦА. Кутбилим. Дата обращения: 1 декабря 2021. Архивировано 1 декабря 2021 года.
12. ↑  Mountain Societies Research Institute (брит. англ.). ucentralasia.org. Дата обращения: 13 января 2022. Архивировано 7 января 2022 года.
13. ↑  United Nations. Университет изучает использование геотермальных ресурсов для повышения продовольственной безопасности в Таджикистане | Организация Объединенных Наций. United Nations. Дата обращения: 1 февраля 2022. Архивировано 1 февраля 2022 года.
14. ↑  Cultural Heritage and Humanities Unit (брит. англ.). ucentralasia.org. Дата обращения: 13 января 2022. Архивировано 8 января 2022 года.
15. ↑  Книги из серии «Культурное наследие» УЦА можно скачать бесплатно · Ынтымак Media. Ынтымак Media (25 апреля 2020). Дата обращения: 13 января 2022. Архивировано 13 января 2022 года.
16. ↑  Фоторепортаж - На окраине города Нарын на территории УЦА обнаружены археологические памятники бронзового века. Новости Кыргызстана (21 августа 2014). Дата обращения: 13 января 2022. Архивировано 13 января 2022 года.
17. ↑  K. Sh Tabaldyev. Drevnie pami︠a︡tniki Ti︠a︡n'-Shani︠a︡. — Bishkek, 2011. — 318 pages с. — ISBN 978-9967-26-422-9, 9967-26-422-5.
18. ↑  Каныкей МАНАСОВА. В столице Кыргызстана презентовали книгу «Древние памятники Тянь-Шаня». 24.kg (6 марта 2012). Дата обращения: 13 января 2022. Архивировано 13 января 2022 года.
19. ↑  Древние памятники Тянь-Шаня (Drevnie pamiatniki Tian'-S… (англ.). Goodreads. Дата обращения: 13 января 2022.
20. ↑  "Этносольфеджио". Учебник-энциклопедию на основе кыргызских мелодий выложили в Сеть. kaktus.media. Дата обращения: 31 января 2022. Архивировано 31 января 2022 года.
21. ↑  Голоса кыргызстанцев во время пандемии COVID-19 - Фонд «Сорос-Кыргызстан». soros.kg. Дата обращения: 1 февраля 2022. Архивировано 1 февраля 2022 года.
22. ↑  Социум — Общественное объединение. Дата обращения: 1 февраля 2022. Архивировано 1 февраля 2022 года.
23. ↑  Covid-19. covidstories. Дата обращения: 1 февраля 2022. Архивировано 6 апреля 2022 года.
24. ↑  Вероника. В Бишкеке написали уникальную книгу о том, как кыргызстанцы выживали во время пандемии - VESTI.KG - Новости Кыргызстана (рус.). vesti.kg. Дата обращения: 1 февраля 2022. Архивировано 1 февраля 2022 года.
25. ↑  Экзамены Ага–Хана - «МСН» - новости Кыргызстана. www.msn.kg. Дата обращения: 1 февраля 2022. Архивировано 1 февраля 2022 года.
26. ↑  Инновационный Кросс-дебатный формат ПАХЧ – kazast.edu.kz. Дата обращения: 1 февраля 2022. Архивировано 1 февраля 2022 года.
27. ↑  Wikipedia in English
28. ↑  Seneca College and University of Central Asia Build on Commitment to High Quality, Affordable Higher Education - Seneca - Toronto, Canada. www.senecacollege.ca. Дата обращения: 11 октября 2021. Архивировано 29 октября 2021 года.
29. ↑  University of Technology Sydney and University of Central Asia collaborate on Communications and Media | Aga Khan Development Network. www.akdn.org. Дата обращения: 14 октября 2021. Архивировано 23 октября 2021 года.
30. ↑  Сиднейский технологический университет и Университет Центральной Азии наладили сотрудничество в сфере «Коммуникаций и СМИ» - Donors.kg. www.donors.kg. Дата обращения: 14 октября 2021. Архивировано 6 октября 2020 года.
31. ↑  University of Toronto and the University of Central Asia sign an academic partnership agreement on education and research collaboration - Donors.kg. www.donors.kg. Дата обращения: 14 октября 2021. Архивировано 6 октября 2020 года.
32. ↑  Университет Британской Колумбии и Университет Центральной Азии сотрудничают в области наук о Земле и окружающей среде | Экоис. ekois.net. Дата обращения: 14 октября 2021. Архивировано 4 июля 2018 года.
33. ↑  paderbornersj. University of British Columbia and University of Central Asia Collaborate on Earth and Environmental Sciences (англ.). Paderborner 'SJ' Blog (17 января 2017). Дата обращения: 14 октября 2021. Архивировано 27 октября 2021 года.
34. ↑  Российская Высшая школа экономики окажет содействие в подготовке кадров для Центральной Азии | Официальный сайт АНО «Содружество народов Евразии». evrazia-ural.ru. Дата обращения: 14 октября 2021. Архивировано 26 октября 2021 года.
35. ↑  University of Central Asia and Higher School of Economics Sign Partnership Agreement in Moscow (англ.). www.hse.ru. Дата обращения: 14 октября 2021. Архивировано 30 октября 2021 года.
36. ↑  News & events - University of Victoria (англ.). UVic.ca. Дата обращения: 14 октября 2021. Архивировано 29 октября 2021 года.
37. 1 2  Central Asian Faculty Development Programme (брит. англ.). ucentralasia.org. Дата обращения: 14 октября 2021. Архивировано 19 марта 2022 года.
38. ↑  Futurarc, Admin. University of Central Asia Naryn Campus (амер. англ.). FuturArc. Дата обращения: 11 октября 2021. Архивировано 30 октября 2021 года.
39. ↑  Khorugh | Tajikistan (англ.). Encyclopedia Britannica. Дата обращения: 14 октября 2021. Архивировано 28 октября 2021 года.
40. ↑  Aecom, Gensler collaborate on campus in Kyrgyzstan mountains (брит. англ.). Global Construction Review (20 октября 2016). Дата обращения: 14 октября 2021. Архивировано 30 октября 2021 года.